# Сильва, Пауло да
Па́уло Се́сар да Си́льва Ба́рриос (исп. Paulo César da Silva Barrios; 1 февраля 1980, Асунсьон) — парагвайский футболист, игравший на позиции защитника. Участник чемпионатов мира 2006 и 2010 годов в составе сборной Парагвая. Участник Кубка Америки 2007 и 2011 годов. Рекордсмен сборной Парагвая по количеству сыгранных матчей.

## Биография
Пауло да Сильва родился в семье бразильца. Он начал заниматься футболом в молодёжных командах спортивного клуба «Атлантида» (Асунсьон), там же провёл свой первый сезон в профессиональном футболе, после чего перешёл в состав одного из грандов парагвайского футбола — «Серро Портеньо».
В 1998—2001 гг. выступал за различные клубы в Италии и Аргентине («Ланус»). В 2002 вернулся в Парагвай, и вместе с «Либертадом» впервые стал чемпионом страны.
Один из лучших периодов в карьере да Сильвы пришёлся на выступление в мексиканской «Толуке». В этом клубе он дважды становился чемпионом Мексики, принимал участие в розыгрыше Кубка Либертадорес. Да Сильва закрепился в составе сборной Парагвая, с которой он принял участие в чемпионате мира 2006 года, а также в Кубке Америки 2007. На данный момент да Сильва является одним из самых опытных игроков в «Альбирохе».
13 июля 2009 год а было объявлено о переходе Пауло в английский клуб «Сандерленд».
31 января 2011 года Да Сильва был представлен в качестве игрока испанской «Сарагосы».

## Титулы и достижения
Командные
- Чемпион Парагвая (1): 2002
- Чемпион Мексики (2): Ап. 2005, Ап. 2008
- Обладатель трофея Чемпион чемпионов Мексики (1): 2006
- Вице-чемпион Кубка Америки (1): 2011

Индивидуальные
- Лучший игрок чемпионата Мексики (1): 2008
- Участник символической сборной года Южной Америки (1): 2007